# Miguel Ángel Manzi
Miguel Ángel Manzi Dipacce (Montevideo, 4 de diciembre de 1916 - Montevideo, 20 de enero de 1984) fue un productor, promotor artístico, publicitario, libretista, conductor, comentarista de tango y figura emblemática del mundo del espectáculo uruguayo.

## Biografía
Nacido en el barrio Cordón de Montevideo, Manzi fue un productor y conductor, un maestro de presentadores de la radio y la televisión uruguaya.
Además de su participación en los medios, tuvo una activa participación en otras instituciones. En 1929 asume como tesorero de la Asociación General de Autores del Uruguay (AGADU). En 1944 integra en calidad de vocal la primera comisión directiva de la A.J.P una institución publicitaria de Uruguay.
Estuvo casado con la conocida bailarina y coreógrafa Coral de Montijo.  
Falleció el viernes 20 de enero de 1984 durante una intervención quirúrgica, a los 68 años de edad.

## Carrera
Inicio sus actividades en cine y radio, en el ambiente fílmico montevideano participó en la filmación de la película Radio Candelario, estrenada en el Cine Radio City el 21 de agosto de 1939, con  Eduardo Depauli, (apodado artísticamente como el Frégoli del Éter, un genio del fútbol y del radioteatro), Rosita Miranda, Antonio Fernández, Alfredo Torres, y las hermanitas Carmen y Magdalena Méndez que cantaron algunas canciones criollas.
En radio, participó de la revista infantil en CX16 Radio Carve, iniciada en 1947, el mismo se caracterizaba por ser programa radial de entretenimiento, que simultáneamente, promovía la aparición de valores precoces en diferentes ramas de la vocación. Allí se destacó notablemente el actor Eduardo D'Angelo quien limitaba a la perfección a Luis Sandrini. En 1961 condujo por la misma emisora otro programa infantil llamado La Voz del Aire, nombre que coincidía con la también emisora perteneciente al grupo Fontainta - De Feo.
Con la llegada de la televisión, participó en la condición de programas como Tango 4, en el Canal 4, en la que también se desempeñó como productor.  En la misma emisora condujo Armenonville. Para luego concretar su pase a Canal 10, con la conducción del Show de los triunfadores. En 1971 presentó el programa Sábados de tango por donde desfilaron emblemáticas figuras extranjeras como Aníbal Troilo, Roberto Goyeneche, Roberto Rufino, Argentino Ledesma, Héctor Mauré y Alberto Castillo, entre otros. También animó el programa de televisión Las noches de tango de Miguel Ángel Manzi donde incursionaron músicos de la talla de Horacio Salgán, Ubaldo de Lío y Jorge Sobral.
Como letrista fue destacado por ser el autor de Montevideo querido y Volver.